# 1970-es magyar asztalitenisz-bajnokság
Az 1970-es magyar asztalitenisz-bajnokság az ötvenharmadik magyar bajnokság volt. A bajnokságot február 13. és 15. között rendezték meg Budapesten, a Nemzeti Sportcsarnokban.

## Eredmények
| Versenyszám  | Arany                                                           | Arany | Ezüst                                                               | Ezüst | Bronz                                                | Bronz |
| ------------ | --------------------------------------------------------------- | ----- | ------------------------------------------------------------------- | ----- | ---------------------------------------------------- | ----- |
| Férfi egyéni | Jónyer István Bp. Spartacus                                     |       | Beleznay Mátyás VM Közért                                           |       | Harangi Sándor BVSC                                  |       |
| Női egyéni   | Kisházi Beatrix Statisztika Petőfi SC                           |       | Jurikné Heirits Erzsébet Ferencvárosi TC                            |       | Magos Judit Statisztika Petőfi SC                    |       |
| Férfi páros  | Klampár Tibor, Jónyer István Bp. Postás, Bp. Spartacus          |       | Harangi Sándor, Beleznay Mátyás BVSC, VM Közért                     |       | Rózsás Péter, Kocsis Gyula BVSC, Csepel SC           |       |
| Női páros    | Kisházi Beatrix, Papp Angéla Statisztika Petőfi SC              |       | Juhos Eszter, Lotaller Henriette Statisztika Petőfi SC              |       | Magos Judit, Zacher Gizella Statisztika Petőfi SC    |       |
| Vegyes páros | Jónyer István, Papp Angéla Bp. Spartacus, Statisztika Petőfi SC |       | Marosffy Szabolcs, Magos Judit Bp. Spartacus, Statisztika Petőfi SC |       | Harangi Sándor, Szendy Katalin BVSC, Ferencvárosi TC |       |